# Morte di David Rossi
La morte di David Rossi avvenne a Siena il 6 marzo 2013, quando David Rossi, capo della comunicazione della Banca Monte dei Paschi di Siena, venne trovato morto sulla strada su cui si affacciava il suo ufficio presso Rocca Salimbeni.

## Storia
La vicenda segue di poco l'inizio delle indagini della Guardia di Finanza la quale, il 19 febbraio 2013, aveva perquisito il suo ufficio e la sua abitazione oltre quelle dell'ex presidente e dell'ex direttore generale di Rocca Salimbeni, Giuseppe Mussari e Antonio Vigni. Rossi, tuttavia, non era indagato. 
Le indagini si stavano svolgendo intorno all'acquisizione della Banca Antonveneta.

## Indagini
Il 6 marzo 2013 David Rossi, nato a Siena il 2 giugno 1961, muore per trauma a seguito di caduta dalla finestra del proprio ufficio. Sulla vicenda ha indagato la procura di Siena. Precedentemente erano già state svolte altre due indagini, che erano arrivate alla conclusione che si trattasse di un suicidio, ma molti elementi non sono mai stati chiariti. Tra le dodici telecamere presenti, soltanto da una sono stati presi dei video per accertare i fatti.
Nel luglio 2013 la vedova di Rossi, Antonella Tognazzi, è stata indagata e poi portata a processo con il giornalista Davide Vecchi (all'epoca inviato de Il Fatto Quotidiano), con procedura d'ufficio da parte del magistrato, Aldo Natalini, con l'accusa di violazione della privacy: è il primo e unico caso in Italia, secondo quanto registrato nel massimario della Corte di Cassazione. Il processo è stato oggetto di numerose polemiche che hanno portato ad alcune interrogazioni parlamentari e all'intervento dell'osservatorio internazionale sulla libertà di stampa della Columbia University di New York perché ritenuto un tentativo di limitare il diritto d'informazione. Si è concluso nel gennaio 2018 con l'assoluzione piena e una dura sentenza da parte del giudice, Alessio Innocenti, che ha stigmatizzato l'apertura stessa del fascicolo di indagine a carico di Tognazzi e Vecchi.

## Controversie
Le trasmissioni televisive Le Iene su Italia 1, Non è l'Arena su LA7 e Sedici Storie su Rai Storia, hanno dato ampio risalto alla vicenda, sottolineando anche che alcune delle persone coinvolte avrebbero partecipato a dei festini a luci rosse. Sulla vicenda la procura di Genova ha aperto un'inchiesta, ha perquisito la casa di Antonino Monteleone, inviato della trasmissione Le Iene, e ha acquisito alcuni documenti che erano in suo possesso.
Nell'ambito delle indagini si è scoperto che l'orologio di David Rossi non era al suo polso al momento della caduta, ma è stato gettato dalla finestra del suo ufficio venti minuti dopo.
Un magistrato che indagava sull'accaduto è stato minacciato di morte, gli è stato recapitato un proiettile di una pistola calibro 9 inesploso.
I video della telecamera hanno mostrato che sul luogo sono arrivate due persone che si sono avvicinate a David Rossi mentre era ancora in vita, ma si sono allontanate poco dopo, senza prestargli soccorso.
A seguito dell'archiviazione delle indagini con l'ipotesi che la morte fosse da imputare a suicidio, nel 2020 la procura di Genova aprì una inchiesta sui magistrati che si erano occupati del caso per accertarne il corretto adempimento delle attività.

## Commissione parlamentare
L'11 marzo 2021 la Camera istituisce la Commissione parlamentare di inchiesta sulla morte di David Rossi con il compito di ricostruire in maniera puntuale i fatti, le cause e i motivi che portarono alla caduta di David Rossi dalla finestra del proprio ufficio nella sede del Monte dei Paschi di Siena di Rocca Salimbeni e le eventuali responsabilità di terzi. La commissione è presieduta dal deputato di Forza Italia Pierantonio Zanettin. Tra gli altri membri esperti della Commissione annoveriamo il giudice Carlo Nordio, il giornalista Davide Vecchi e il criminologo Silvio Ciappi.